# Bernhard Walz
Bernhard Nikolaus Walz (* 27. Juli 1939 in Berlin; † 26. August 2009 in Wuppertal) war ein deutscher Ingenieurwissenschaftler mit Schwerpunkt Geotechnik.

## Leben
Bernhard Walz studierte Bauingenieurwesen mit Schwerpunkt Bau- und Verkehrswesen an der TU Berlin. Ab 1965 war er Wissenschaftlicher Assistent, später Oberingenieur am Lehrstuhl für Grundbau und Bodenmechanik. 1971 wurde er in Berlin zum Professor ernannt. 1975 wurde er mit der Arbeit Die Größe und Verteilung des Erddrucks auf einen runden Senkkasten zum Dr. Ing. promoviert.

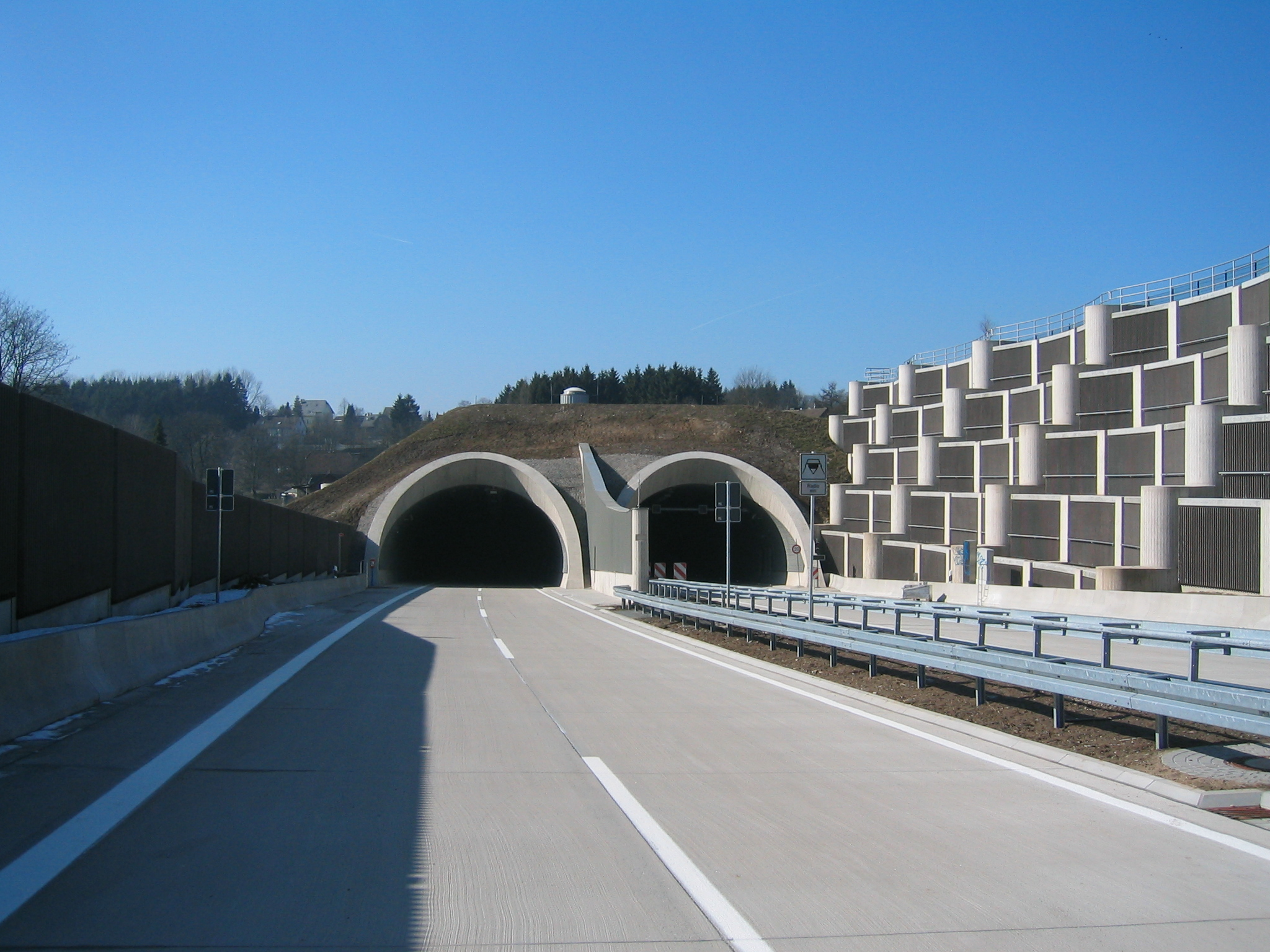
Burgholztunnel Ostportal

1978 erhielt Walz einen Ruf an die Bergische Universität Wuppertal auf den Lehrstuhl für Unterirdisches Bauen, Grundbau und Bodenmechanik. Er war unter anderem Dekan (1985–1987) und Prodekan (1983–1985 und 1989–1991) des Fachbereichs Bauingenieurwesen, von 1991 bis 1995 Prorektor für Studium und Lehre der Bergischen Universität Wuppertal und Vorsitzender der Kommission für Lehre, Studium und Studienreform. Von 1992 bis 2000 gehörte Walz zu den gewählten Fachgutachtern der Deutschen Forschungsgemeinschaft (DFG). Von 1996 bis 2003 war er Vorsitzender des Promotionsausschusses des Fachbereiches Bauingenieurwesen. 2004 wurde er emeritiert.
In folgenden Normenausschüssen war Walz Mitglied: Sicherheit im Erd- und Grundbau (DIN 1054), Baugrund, Berechnungsverfahren (DIN 4017, DIN 4019, DIN 4084, DIN 4085) und Schlitzwände (DIN 4126).
Bekannt wurde er mit der Tunnellösung am Staatsforst Burgholz, der verkehrlichen Anbindung der Wuppertaler Südhöhen an das Sonnborner Kreuz. Bernhard Walz und sein Kollege Hermann Schütz kamen auf die bergmännische Tunnellösung mittels einer Diplomarbeit von Bernhard Wagenbach im Jahre 1984. 2006 wurde der Burgholztunnel, der größte Straßentunnel in NRW, fertiggestellt.

## Schriften
- Konrad Simmer, Matthias Pulsfort, Bernhard Walz: Grundbau. Teil 2. B. G. Teubner, 1999, ISBN 3-519-35232-X; Kurzvorstellung des Fachbuchs Grundbau 2. (Memento des Originals vom 9. Februar 2016 im Internet Archive)  Info: Der Archivlink wurde automatisch eingesetzt und noch nicht geprüft. Bitte prüfe Original- und Archivlink gemäß Anleitung und entferne dann diesen Hinweis. ebook.de
- Bernhard Walz, Matthias Pulsfort (Hrsg.): Fach-Kolloquium Geotechnik vom 26. September 2003. Band 25: Berichte des Lehr- und Forschungsgebietes Geotechnik Wuppertal. Shaker Verlag, ISBN 978-3-8322-2775-3[3]
- Bernhard Walz, Dieter G. Genske: Standsicherheitsuntersuchungen an Felsböschungen unter Anwendung der probabilistischen Sicherheitstheorie. Abschlussbericht. IRB-Verlag, Stuttgart.
- Hanno Müller-Kirchenbauer, Herbert Klapperich, Walz: Experimentelle und theoretische Untersuchungen zum Erddruckproblem auf radialsymmetrische Senkkästen und Schächte. Veröffentlichungen des Grundbauinstituts der TU Berlin, 1980, Heft 7.
- Walz, Jörg Prager: Der Nachweis der äusseren Standsicherheit suspensionsgestützter Erdwände nach der Elementscheiben-Theorie. Veröffentlichungen des Grundbauinstituts der TU Berlin, 1978, Heft 4.